# 新光證券
新光證券是台灣的證券公司，屬於新光集團的成員，由新光集團創辦人吳火獅四子吳東昇所主導，由於吳東昇也自行經營金融事業，旗下擁有瑞興商業銀行，新光證券並未加入由長子吳東進主導的新光金控和三子吳東亮主導的台新金控。

## 歷史
- 新光證券成立於1961年12月9日[2][3]，雖然以「新光」為名，但與當時吳火獅所創立的新光集團並無關係。
- 吳火獅曾多次希望取得新光證券的「新光」名稱，但原新光證券股東並不願意放棄新光證券；也因此，2002年新光金控成立後，新光金控旗下的證券公司無法使用「新光」名稱，只能使用新壽證券的名稱。直到2004年12月，才由吳東昇取得新光證券全部股權，使其成為新光集團的成員。[4]
- 新光證券以網路券商模式經營，客戶網路下單佔比高達99%，ROE長年居於本國券商前三名。[5]

## 外部連結
- 新光證券 （页面存档备份，存于）